# Achille Formis (militare)
Achille Formis (Padova, 1905 – Tobruch, 3 maggio 1941) è stato un militare italiano, decorato con la medaglia d'oro al valor militare alla memoria nel corso della seconda guerra mondiale.

## Biografia

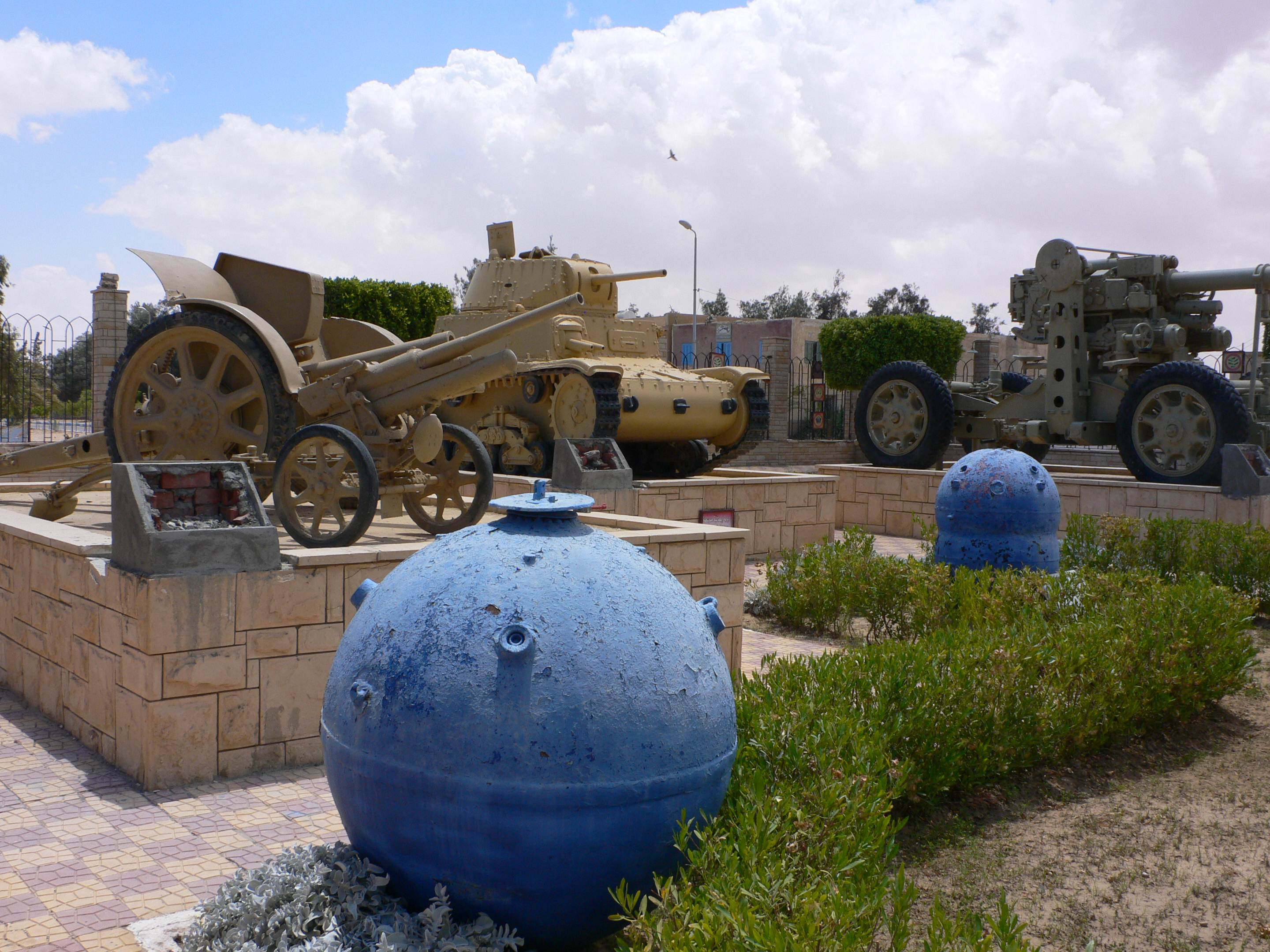
Un cannone anticarro da 47/32 Mod. 1935 esposto presso il Museo di El Alamein. Dietro si nota un carro armato M13/40 e un cannone anticarro tedesco da 88/55 in posizione di marcia.

Nacque a Padova nel 1905, figlio di Pericle e Clementina Scotti. Dopo aver conseguito il diploma di ragioniere andò a lavorare presso le Acciaierie Falk di Sesto San Giovanni. Rinunciato volontariamente al servizio breve di leva, si arruolò nel Regio Esercito, frequentando il corso per allievi ufficiali di complemento presso il 12º Reggimento bersaglieri di Pola, al termine del quale fu promosso sottotenente ed assegnato all’8º Reggimento bersaglieri nel 1939. Trattenuto in servizio attivo, conseguì la laurea in scienze economiche e commerciali presso l’Università Bocconi di Milano, rientrando presso il suo reparto il 22 gennaio 1941.  Partì subito con il suo reparto per l’Africa Settentrionale Italiana al seguito della 132ª Divisione corazzata "Ariete". Cadde durante l'assedio di Tobruch il 3 maggio dello stesso anno, e fu decorato dapprima con la Medaglia d'argento al valor militare, successivamente tramutata in Medaglia d'oro alla memoria. La sezione di Padova dell’Associazione nazionale bersaglieri in congedo è intitolata a lui, così come una via della città e una di Cadoneghe.